# Mapoteca virtual
Una mapoteca o cartoteca es el lugar donde se guardan y consultan mapas, en otras palabras, es el equivalente a una bibliografía exclusivamente de mapas. Una mapoteca virtual, por su parte, es en esencia una mapoteca digital en línea, o sea un sitio web donde se puede buscar y consultar mapas en versión digital, desde internet.
Con el creciente uso de sistemas para el Diseño Asistido por Computador (CAD por sus siglas en inglés), los software especializados en diseño e impresión de mapas y Sistemas de Información Geográfica (SIG) para el manejo de bases de datos georreferenciados, se ha generado una gran cantidad de mapas digitales de excelente calidad. Esta información es susceptible de almacenarse en una mapoteca digital.
Entre las ventajas que aporta la existencia de una mapoteca digital a la docencia y la investigación se destaca: 
- Evita el derroche de tiempo y recursos por repetición de tareas, lo que aumenta la productividad de los proyectos de investigación y los cursos de docencia.
- Disminuye sensiblemente el tiempo y papeleo necesarios para reunir la información cartográfica básica que se encuentra dispersa.
- Genera bases de datos actualizadas y actualizables.
- Fomenta el trabajo multidisciplinario.

Cuando es posible colocar la mapoteca digital en línea, a través de una mapoteca virtual ya no es necesario que los alumnos e investigadores acudan a los centros especializados en cartografía, los mapas digitales se vuelven accesibles en las aulas, los laboratorios de investigación, y en última instancia en los hogares.